# NHK 후쿠이 방송국

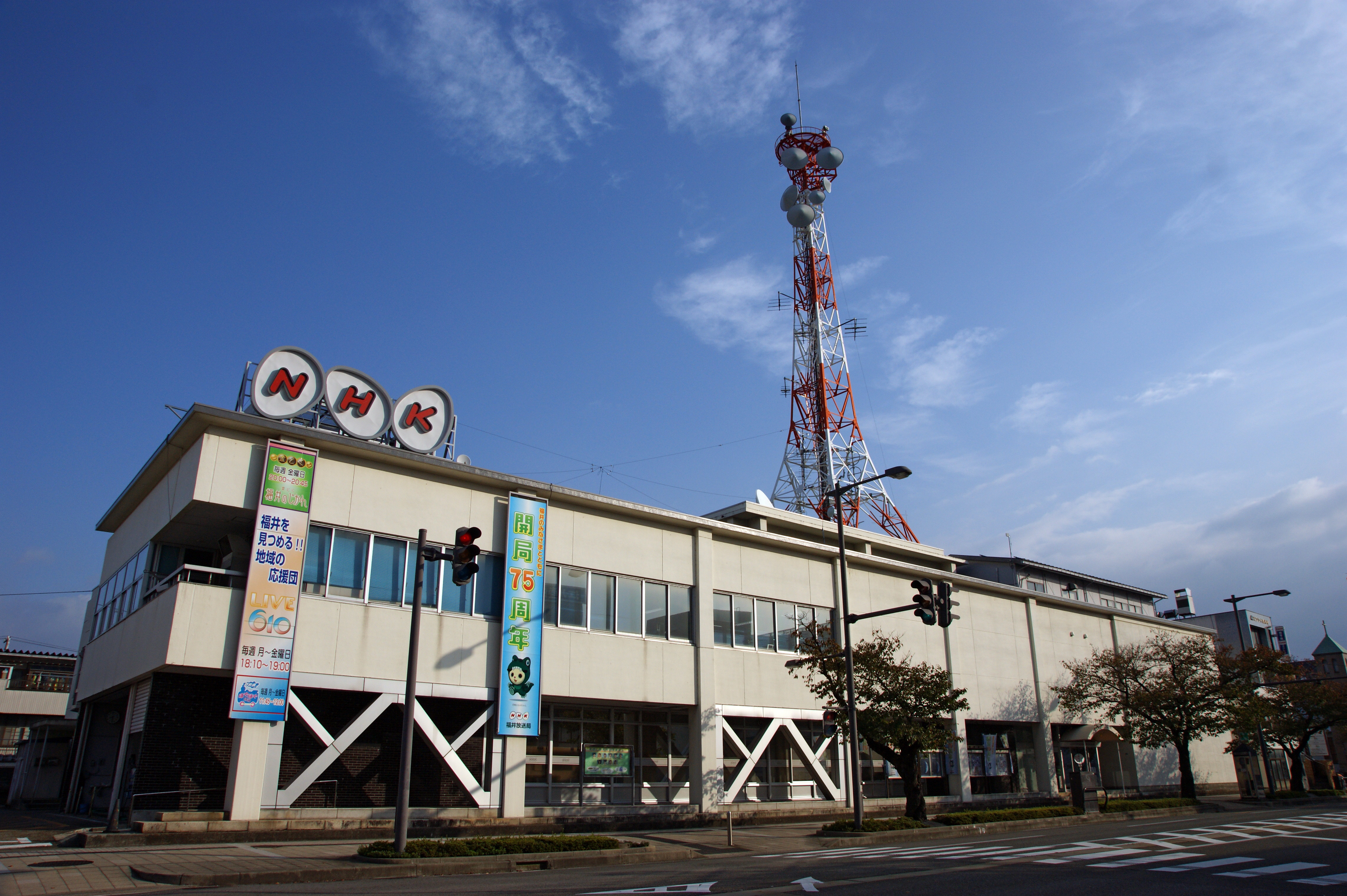
NHK 후쿠이 방송국

NHK 후쿠이 방송국(福井 放送局)은 후쿠이현을 방송구역으로 하는 NHK의 지역방송국이며 중파·FM라디오·텔레비전 방송을 담당하고 있다.

## 연혁
- 1933년 7월 13일 개국
- 1945년 7월 19일 연합군의 후쿠이현 공습으로 인해 방송국 건물이 소실됨
- 1948년 6월 28일 후쿠이현 지진으로 인해 일시적인 방송 불가 상태가 벌어짐
- 1948년 12월 1일 라디오 제2방송 개시
- 1959년 8월 3일 종합 텔레비전 방송 개시
- 1962년 3월 31일 라디오 방송국 이전
- 1962년 7월 21일 종합 텔레비전 컬러 방송 개시
- 1962년 11월 1일 교육 텔레비전 방송 개시
- 1964년 3월 후쿠이 방송국 신청사 준공
- 1965년 2월 5일 FM 시험방송 개시
- 1969년 3월 1일 FM 본방송 개시
- 1970년 11월 9일 지방 뉴스 컬러 방송 개시
- 1971년 12월 3일 지방 프로그램 컬러 방송 개시
- 1977년 2월 16일 FM 지방 스테레오 방송 개시
- 1985년 7월 7일 종합 텔레비전 음성다중방송 개시
- 1986년 6월 12일 문자 다중 방송 개시
- 1989년 6월 1일 위성방송 개시
- 2006년 5월 1일 지상 디지털 텔레비전 방송 개시
- 2011년 7월 24일 지상파 아날로그 텔레비전 방송 종료

## 채널·주파수

### 텔레비전 방송
- 종합 텔레비전 후쿠이본국 19ch(JOFG-DTV)
- 교육 텔레비전 후쿠이본국 21ch(JOFC-DTV)

### 라디오 방송
| 방송국·중계국                | 주파수  | 출력 | 비고          |
| ---------------------------- | ------- | ---- | ------------- |
| 후쿠이 방송국                | 927kHz  | 5kW  | 콜사인은 JOFG |
| 쓰루가 중계국                | 1026kHz | 100W |               |
| 오바마 중계국                | 1161kHz | 100W |               |
| 가쓰야마 중계국              | 1584kHz | 100W |               |
| 와카사 중계국                | 1584kHz | 100W |               |
| 후쿠이쿠니미 FM 보완중계국   | 86.8MHz | 100W |               |
| 후쿠이가와니시 FM 보완중계국 | 88.3MHz | 3W   |               |
| 코시노 FM 보완중계국         | 89.5MHz | 3W   |               |

| 방송국·중계국   | 주파수  | 출력 | 비고          |
| --------------- | ------- | ---- | ------------- |
| 후쿠이 방송국   | 1521kHz | 1kW  | 콜사인은 JOFC |
| 쓰루가 중계국   | 1512kHz | 100W |               |
| 오바마 중계국   | 1359kHz | 100W |               |
| 가쓰야마 중계국 | 1359kHz | 100W |               |

| 방송국·중계국   | 주파수  | 출력 | 비고             |
| --------------- | ------- | ---- | ---------------- |
| 후쿠이 방송국   | 83.4MHz | 1kW  | 콜사인은 JOFG-FM |
| 오노 중계국     | 86.0MHz | 10W  |                  |
| 에치젠 중계국   | 85.7MHz | 1W   |                  |
| 쓰루가 중계국   | 84.9MHz | 10W  |                  |
| 미하마 중계국   | 85.9MHz | 10W  |                  |
| 오바마 중계국   | 87.8MHz | 100W |                  |
| 다카하마 중계국 | 88.8MHz | 3W   |                  |

## 현내 방송국
- 후쿠이 방송(FBC)(TV는 니혼 TV·TV 아사히계열, 라디오는 JRN&NRN계열)
- 후쿠이 TV 방송(FTB)(후지 TV계열)
- 후쿠이 FM 방송(JFN)계열